# NGC 678
NGC 678 is een balkspiraalstelsel in het sterrenbeeld Ram. Het hemelobject werd op 15 september 1784 ontdekt door de Duits-Britse astronoom William Herschel.

## Synoniemen
- PGC 6690
- UGC 1280
- MCG 4-5-14
- ZWG 482.18
- A 0147+21